# Stazione di Königs Wusterhausen
La stazione di Königs Wusterhausen si trova nel Brandeburgo, frequentata principalmente da pendolari della città di Königs Wusterhausen da e per Berlino. La stazione si trova ai margini del centro città e relativamente lontana dalle grandi aree residenziali. Appartiene alla zona tariffaria C ed è il capolinea della linea S46 della S-Bahn di Berlino.